# Acarodynerus denticulatus
Acarodynerus denticulatus är en stekelart som beskrevs av Giordani Soika 1961. Acarodynerus denticulatus ingår i släktet Acarodynerus och familjen Eumenidae. Inga underarter finns listade i Catalogue of Life.